# Balkongrummet
Balkongrummet (tyska: Das Balkonzimmer) är en liten oljemålning av den tyske konstnären Adolph von Menzel. Den målades 1845 och ingår sedan 1903 i samlingarna på Alte Nationalgalerie i Berlin.
Menzel verkade främst inom realismen och den för Tyskland specifika stilriktningen biedermeier. Han tog i högre grad än sina franska kollegor avstånd från all romantisk känsla. Motivet i Balkongrummet kan härledas till de tyska romantikernas interiörmålningar, men i dessa är alltid en människa närvarande som bärare av stämningar av ensamhet, längtan, drömmar eller dylikt. Här är det ljuset och luften som ger liv åt målningen; man kan nästan se dammkornen dansa i solstrålarna och känna luftdraget som får gardinen att fladdra. Lägenheten tillhörde konstnären och hans mor och syskon och låg på Schöneberger Straße i södra Berlin.  